# Elektryczne Słońce
Elektryczny model Słońca – hipoteza funkcjonowania Słońca zaproponowana w 1979 roku przez Ralpha E. Juergensa. W pracy swej powołuje się on na prace Hannesa Alfvéna i Immanuela Velikovskiego dotyczące przepływu prądu elektrycznego w plazmie. Hipoteza Juergensa jest obecnie rozwijana i równocześnie krytykowana przez naukowców głównego nurtu, na przykład zakładając, że we wnętrzu gwiazd nie występują termonuklearne procesy syntezy helu, a gwiazdy są miejscami, które odbierają płynący przez Wszechświat w wielu strumieniach plazmy prąd elektryczny.

## Teoria
Elektryczny model Słońca objaśnia zjawiska zachodzące na Słońcu za pomocą prądów elektrycznych i praw elektrodynamiki Maxwella. Model ten zakłada, że we wnętrzu gwiazd nie występują termonuklearne procesy syntezy helu. Model Elektrycznego Słońca zakłada, że reakcje jądrowe mogą zachodzić w koronie słonecznej – gdzie panuje temperatura rzędu 1-2 mln K. Gwiazdy są miejscami, które odbierają płynący przez Wszechświat w wielu strumieniach prąd elektryczny. Hamowanie naelektryzowanych cząsteczek w koronie Słońca ma ją rozgrzewać do milionów stopni i wyjaśnić dlaczego powierzchnia Słońca jest stosunkowo chłodna. Inną kwestią sporną, zdaniem twórców tej teorii, jest grawitacja. Głoszą oni, że elementem potwierdzającym teorię elektryczną ma być brak wykrycia fal grawitacyjnych, postulowanych w standardowym modelu.
Plamy na Słońcu to, według elektrycznej teorii, wewnętrzne warstwy gwiazdy, które odkrywane są w wyniku zaniku dopływu jonów ujemnych z zewnątrz, co powoduje wypływ jonów dodatnich, a w wyniku tego powstaje bardzo silne pole magnetyczne wytwarzane przez odpływający prąd. Wraz z pojawieniem się plam na Słońcu jest ono bardziej aktywne, a co za tym idzie także cieplejsza staje się korona słoneczna, która emituje w otaczającą ją przestrzeń więcej energii w różnej postaci. Według tej teorii, wnętrze Słońca najprawdopodobniej w ogóle nie dostarcza ciepła na zewnątrz i nie zachodzą tam reakcje nuklearne. Teoria ta zakłada, że w fotosferze zachodzi wyładowanie łukowe. W chromosferze mieści się plazmowa „warstwa podwójna” ładunku elektrycznego (oddzielająca dodatni ładunek Słońca od ujemnego ładunku plazmy pierwotnej). Korona słoneczna jest łuną powstałą podczas wyładowań plazmy.
Krytycy teorii Elektrycznego Słońca przyznają, że ilość elektronów do zasilania Słońca wydaje się być wystarczająca.

## Obecne stanowisko nauki
Według powszechnie uznanej teorii Słońce jest miejscem, gdzie w procesie przemiany wodoru w hel wytwarzana jest energia. Wnętrze Słońca jest gorące i ma temperaturę rzędu kilku milionów kelwinów, która to temperatura wynika zarówno z wytwarzania energii w procesach termonuklearnych, jak i siły grawitacji. Elektryczny model Słońca opisuje zjawiska zachodzące na Słońcu za pomocą prądów elektrycznych i praw elektrodynamiki. Powszechnie uważana za poprawną teoria uwzględnia także zjawiska magnetyczne w gwiazdach, nie ma tu mowy o elektryczności, opisując zjawiska pola wmrożonego i rekoneksji magnetycznej wyjaśniające przenoszenie energii przez pole magnetyczne.